# Предои
Предо́и (итал. Predoi) — коммуна в Италии, располагается в регионе Трентино — Альто-Адидже, в провинции Больцано.
Население составляет 609 человек (2008 г.), плотность населения составляет 7 чел./км². Занимает площадь 86 км². Почтовый индекс — 39030. Телефонный код — 0474.
Покровителем коммуны почитается святой Валентин, празднование 14 февраля.

## Демография
Динамика населения:

## Администрация коммуны
- Официальный сайт: http://www.comune.predoi.bz.it/ Архивная копия от 12 декабря 2008 на Wayback Machine